# Krigsåret 1898

## Pågående krig
- Filippinsk-amerikanska kriget (1898-1913)

- Mahdistupproret (1881-1899)

- Spansk-amerikanska kriget (1898)[1]
  - USA på ena sidan
  - Spanien på andra sidan

## Händelser

### April
- 19 - Spansk-amerikanska kriget bryter ut då USA förklarar krig mot Spanien då USA påstått att Spanien sänkt USA:s örlogsfartyg USS Maine den 15 februari 1898.

### Maj
- 1 - Spanska flottan besegras av den amerikanska i Manillabukten.[2]

### Juli
- 30 - Amerikanska trupper intar Manilla.[2]

### September
- 2 - I slaget vid Omdurman besegras Mahdisttrupper om omkring 50.000 man av 26.000 brittisk-egyptiska trupper.

### December
- 10 - Spansk-amerikanska kriget slut då USA och Spanien sluter fred vid ett avtal i Paris i Frankrike. Spanien avträder flera utomeuropeiska områden till USA. Uppror utbryter på Filippinerna bland nationalister, som vill se ett självständig Filippinerna, och blir inledningen till Filippinsk-amerikanska kriget

### Fotnoter
1. ↑  ”World Statesmen”. http://www.worldstatesmen.org/WARS.html. Läst 28 juni 2011.
2. 1 2  Det nittonde århundradet, Oscar Heinrich Dumrath